# مسجد سلطان عمر علی سیف‌الدین
۴°۵۳′۲۲٫۴۸″ شمالی ۱۱۴°۵۶′۲۰٫۸۹″ شرقی / ۴٫۸۸۹۵۷۷۸°شمالی ۱۱۴٫۹۳۹۱۳۶۱°شرقی

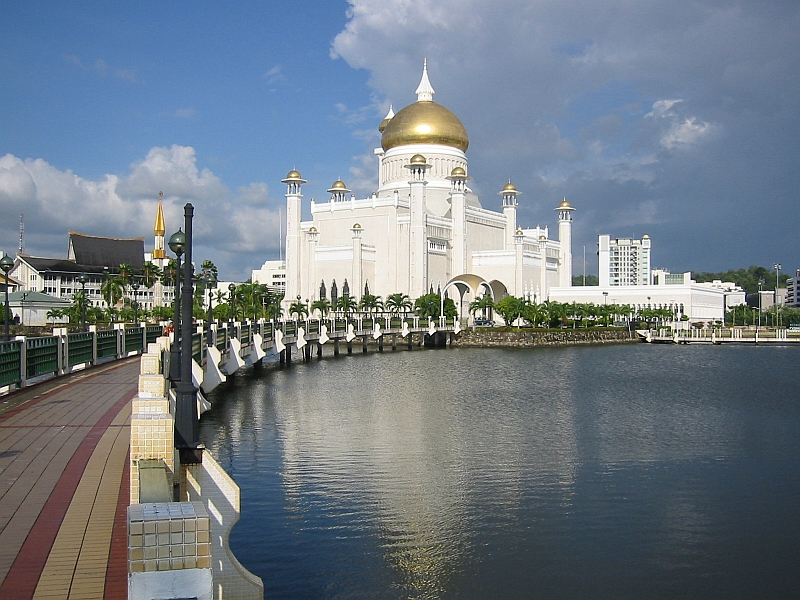
نمایی از مسجد سلطان عمر علی سیف‌الدین

مسجد سلطان عمر علی سیف الدین، یک مسجد اسلامی سلطنتی است که در بندر سری بگاوان در برونئی این کشور ثروتمند واقع شده. این مسجد به‌عنوان یکی از مساجد تماشایی آسیا و جاذبه توریستی محسوب می‌شود. مسجد سلطان عمر سیف الدین در میان مردم برونئی نشان اختصاصی کشورشان نیز می‌باشد.

## معرفی
این مسجد پس از بیست و هشتمین سلطان برونئی نامگذاری شد که به‌عنوان نماد اسلام در برونئی مشاهده می‌شود. این بنا در سال ۱۹۵۸ تکمیل شد و نمونه گیرا از معماری مدرن اسلامی است و بزرگ‌ترین مسجد در خاور دور می‌باشد.
معماری این مسجد مخلوطی از معماری اسلامی و ایتالیایی است و توسط یک معمار ایتالیایی طراحی شد. این مسجد روی بر روی یک تالاب مصنوعی نزدیک شعبه‌هایی از رود برونئی ساخته شده. این مسجد توسط یک دهکده آبی به نام کامپونگ آیر محاصره شده.

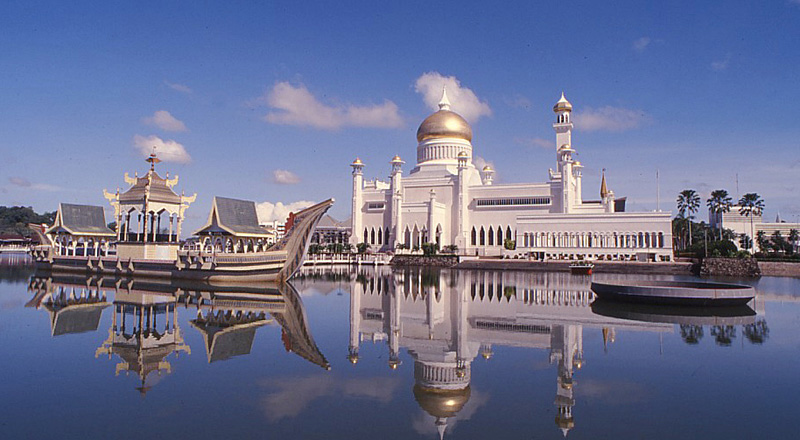
مسجد سلطان عمر سیف الدین توسط دهکده آبی کامپونگ آیر محاصره شده

مسجد سلطان عمر سیف الدین دارای مناره‌های مرمری و گنبد طلا با صحن‌ها و باغهای حاصلخیز و مملو از فواره می‌باشد. مسجد توسط تعداد زیادی درخت و باغ گل محاصره شده که در اسلام نشان و تفسیری از بهشت است. همچنین یک پل بزرگ وجود دارد که مسیر پر پیچ و خمی را از میان تالاب به سمت دهکده آبی کامپونگ آیر طی می‌کند. همچنین یک پل مرمر دیگر وجود دارد که به بنا منتهی می‌شود و شبیه یک کشتی است که در یک زمان مورد استفاده جشنها و مراسم رسمی بوده.
گنبد اصلی که قابل شناسایی‌ترین خصیصه این بناست، با طلای خالص پوشیده شده. مسجد در ۵۲ متر ارتفاع واقع شده و از هر جایی در بندر سری بگاوان می‌توان آن را دید. مناره اصلی بلندترین قسمت مسجد است و آمیزه ایست از سبک معماری رنسانس و ایتالیایی که منحصربه‌فرد است و در مساجد دیگر در سراسر جهان دیده نشده. این مناره یک آسانسور مدرن دارد که به بالای بنا می‌رود. مردمی که به بالای این مناره می‌روند، می‌توانند منظره‌ای از شهر را ببینند. داخل مسجد مخصوص نمازگزاران است و دارای شیشه کاری منقوش موزاییکی باشکوهی است. همچنین بسیاری طاقها، نیم گنبدها و ستونهای مرمرینی وجود دارد. تقریباً تمام مواد استفاده شده در این بنا از کشورهای دیگر آورده شده. مرمر آن از ایتالیا، گرانیت از شانگهای، چلچراغهای کریستال از انگلیس و فرش‌ها از عربستان سعودی آورده شده.